# (260508) Alagna
Pour les articles homonymes, voir Alagna (homonymie).
(260508) Alagna est un astéroïde de la ceinture principale.

## Description
(260508) Alagna est un astéroïde de la ceinture principale. Il fut découvert par Jean-Claude Merlin le 3 mars 2005 à Nogales. Il présente une orbite caractérisée par un demi-grand axe de 2,36 UA, une excentricité de 0,2353 et une inclinaison de 4,89° par rapport à l'écliptique.
Il fut nommé en l'honneur du ténor français Roberto Alagna (1963-), d'origine sicilienne.

## Compléments